# Cindy Nelson
Pour les articles homonymes, voir Nelson.
Cindy Nelson, de son vrai nom Cynthia Lee Nelson née le 19 août 1955 à Lutsen, est une skieuse alpine américaine des années 1970 et 1980.

## Palmarès

### Jeux olympiques
| Édition / Épreuve   | Descente | Slalom géant | Slalom |
| ------------------- | -------- | ------------ | ------ |
| JO 1976 Innsbruck   | Bronze   | 21e          | 13e    |
| JO 1980 Lake Placid | 7e       | 13e          | 11e    |

### Championnats du monde
| Épreuve / Édition                    | Descente     | Slalom géant | Slalom  | Combiné |
| Mondiaux 1974 Saint-Moritz           | Disqualifiée | Abandon      | 11e     | —       |
| JO 1976 Innsbruck                    | Bronze       | 21e          | 13e     | 4e      |
| Mondiaux 1978 Garmisch-Partenkirchen | 5e           | 15e          | 30e     | 6e      |
| JO 1980 Lake Placid                  | 7e           | 13e          | 11e     | Argent  |
| Mondiaux 1982 Schladming             | Argent       | 16e          | Abandon | 4e      |
| Mondiaux 1985 Bormio                 | 25e          | —            | —       | 16e     |

### Coupe du monde
- Meilleur résultat au classement général : 4e en 1979
  - 6 victoires : 3 descentes, 1 super-G, 1 géant et 1 combiné

| Année/Classement | Général | Général | Descente | Descente | Géant  | Géant  | Slalom | Slalom | Combiné | Combiné |
| Année/Classement | Class.  | Points  | Class.   | Points   | Class. | Points | Class. | Points | Class.  | Points  |
| ---------------- | ------- | ------- | -------- | -------- | ------ | ------ | ------ | ------ | ------- | ------- |
| 1974             | 15e     | 43      | 4e       | 35       | -      | -      | 14e    | 8      | -       | -       |
| 1975             | 8e      | 138     | 4e       | 75       | 6e     | 40     | 28e    | 3      | -       | -       |
| 1976             | 8e      | 122     | 7e       | 37       | 6e     | 35     | 12e    | 18     | 3e      | 31      |
| 1977             | 19e     | 41      | 10e      | 22       | 19e    | 6      | 19e    | 2      | -       | -       |
| 1978             | 5e      | 97      | 2e       | 91       | 8e     | 30     | 13e    | 12     | -       | -       |
| 1979             | 4e      | 168     | 4e       | 82       | 7e     | 46     | 26e    | 12     | -       | -       |
| 1980             | 10e     | 94      | 4e       | 59       | 31e    | 3      | 43e    | 1      | 3e      | 37      |
| 1981             | 8e      | 168     | 7e       | 60       | 12e    | 48     | 15e    | 29     | 7e      | 40      |
| 1982             | 5e      | 158     | 7e       | 61       | 7e     | 47     | 25e    | 12     | 3e      | 43      |
| 1983             | 7e      | 115     | 25e      | 13       | 2e     | 83     | 39e    | 1      | 7e      | 29      |
| 1984             | 41e     | 26      | -        | -        | 15e    | 27     | -      | -      | -       | -       |
| 1985             | 48e     | 21      | 34e      | 1        | 22e    | 20     | -      | -      | -       | -       |

| Édition / Épreuve | Descente    | Super-G | Géant     | Combiné   | Total |
| ----------------- | ----------- | ------- | --------- | --------- | ----- |
| 1974              | Grindelwald | -       | -         | -         | 1     |
| 1975              | Saalbach    | -       | Garibaldi | -         | 2     |
| 1976              | -           | -       | -         | Meiringen | 1     |
| 1979              | Pfronten    | -       | -         | -         | 1     |
| 1984              | -           | Verbier | -         | -         | 1     |
| Total             | 3           | 1       | 1         | 1         | 6     |

### Arlberg-Kandahar
- Meilleur résultat : 4e place dans la descente 1975 à Chamonix